# Kiosk (architektura)
Kiosk
- mały pałac o lekkiej, ażurowej formie architektonicznej, bogatej dekoracji. Występował w architekturze Egiptu, Turcji, Iranu;
- pawilon ogrodowy, rodzaj altany o ażurowych ścianach. Występował w europejskich ogrodach okresu romantyzmu;
- obiekt jednokondygnacyjny, niepodpiwniczony, pełniący głównie funkcję handlową – popularna nazwa małego sklepu, zazwyczaj niezwiązanego trwale z podłożem, w którym obsługa klientów odbywa się najczęściej przez specjalne okienko.

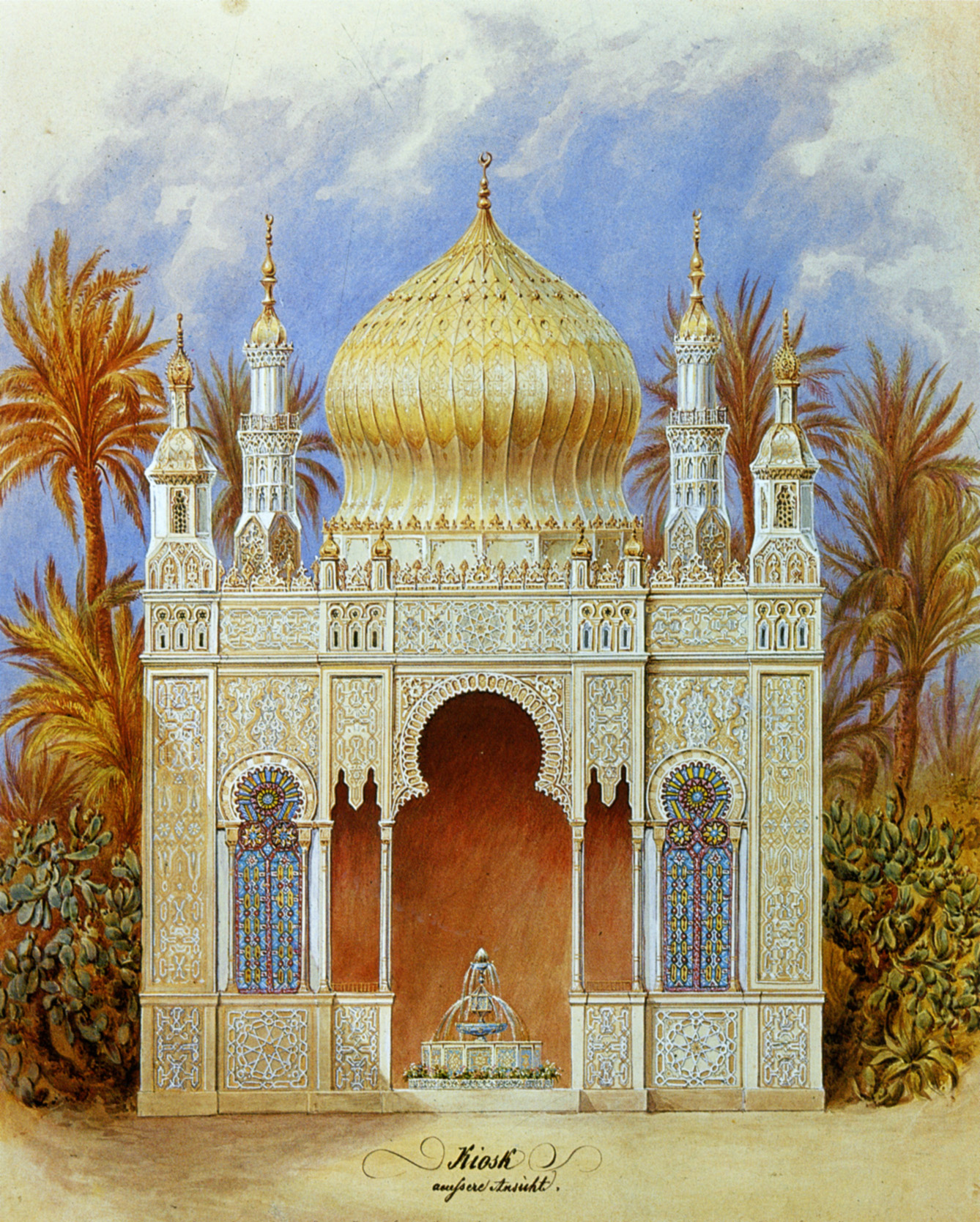
Kiosk – pałac
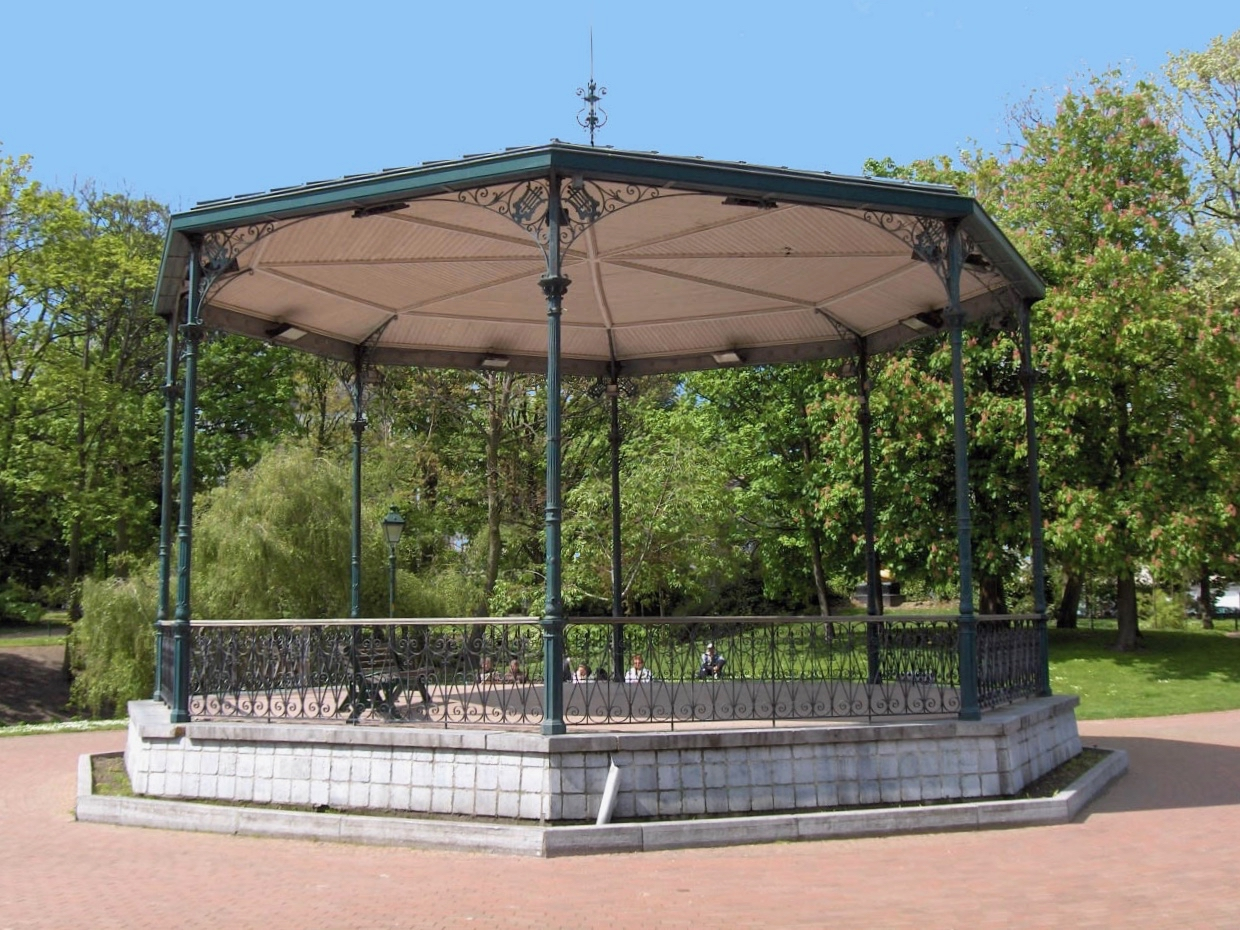
Kiosk muzyczny w Parku Leopolda w Ostendzie
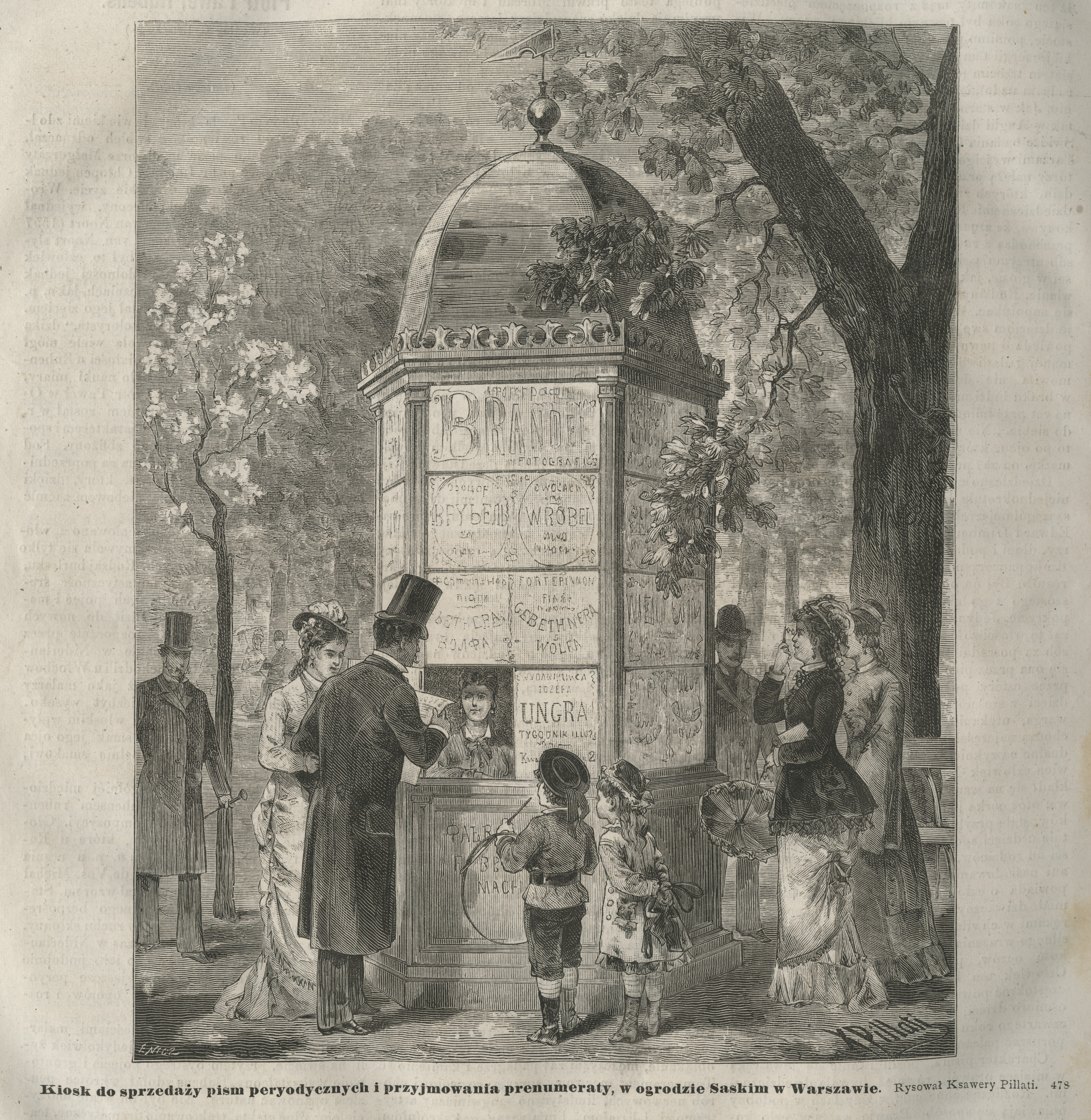
Kiosk handlowy w Warszawie; ilustracja z „Tygodnika Ilustrowanego z 1877 roku
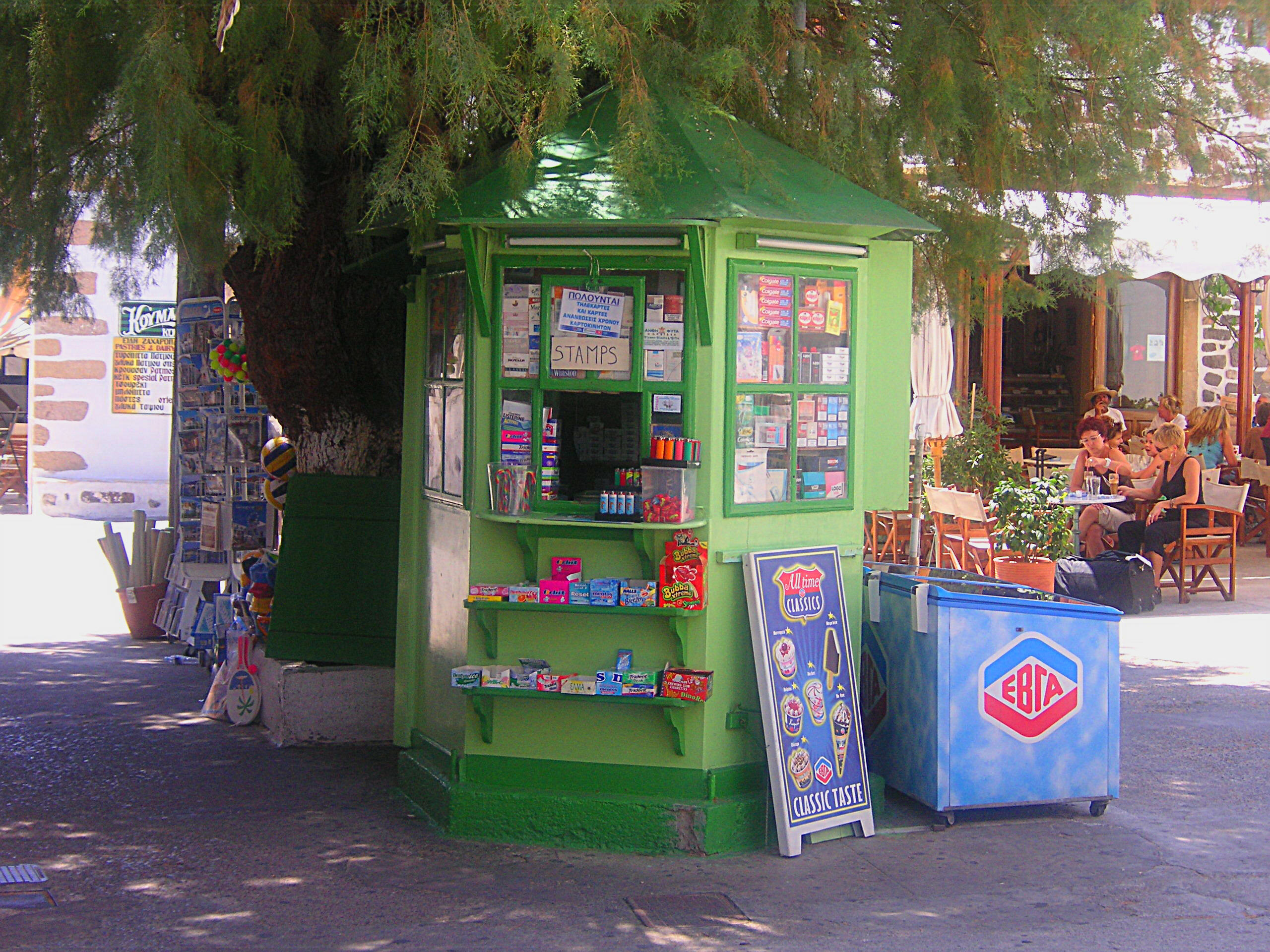
Kiosk handlowy w Skala na Patmos (Grecja)
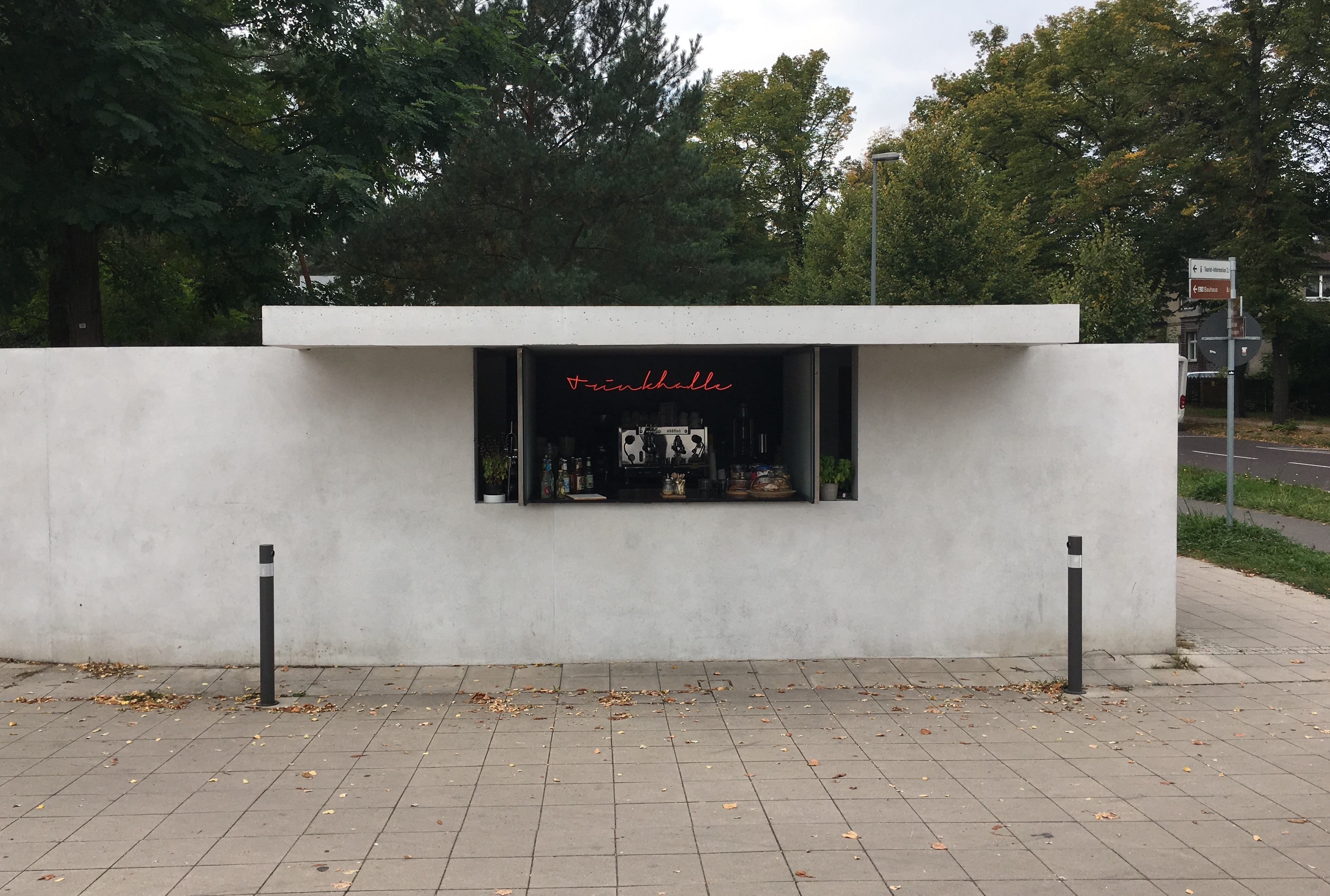
Kiosk z napojami w stylu Bauhaus w Dessau, ma jeden bok zaokrąglony, a drugi prosty, czerwony neon stanowi jedyną dekorację. Kiosk autorstwa Ludwiga Miesa van der Rohe (1932)
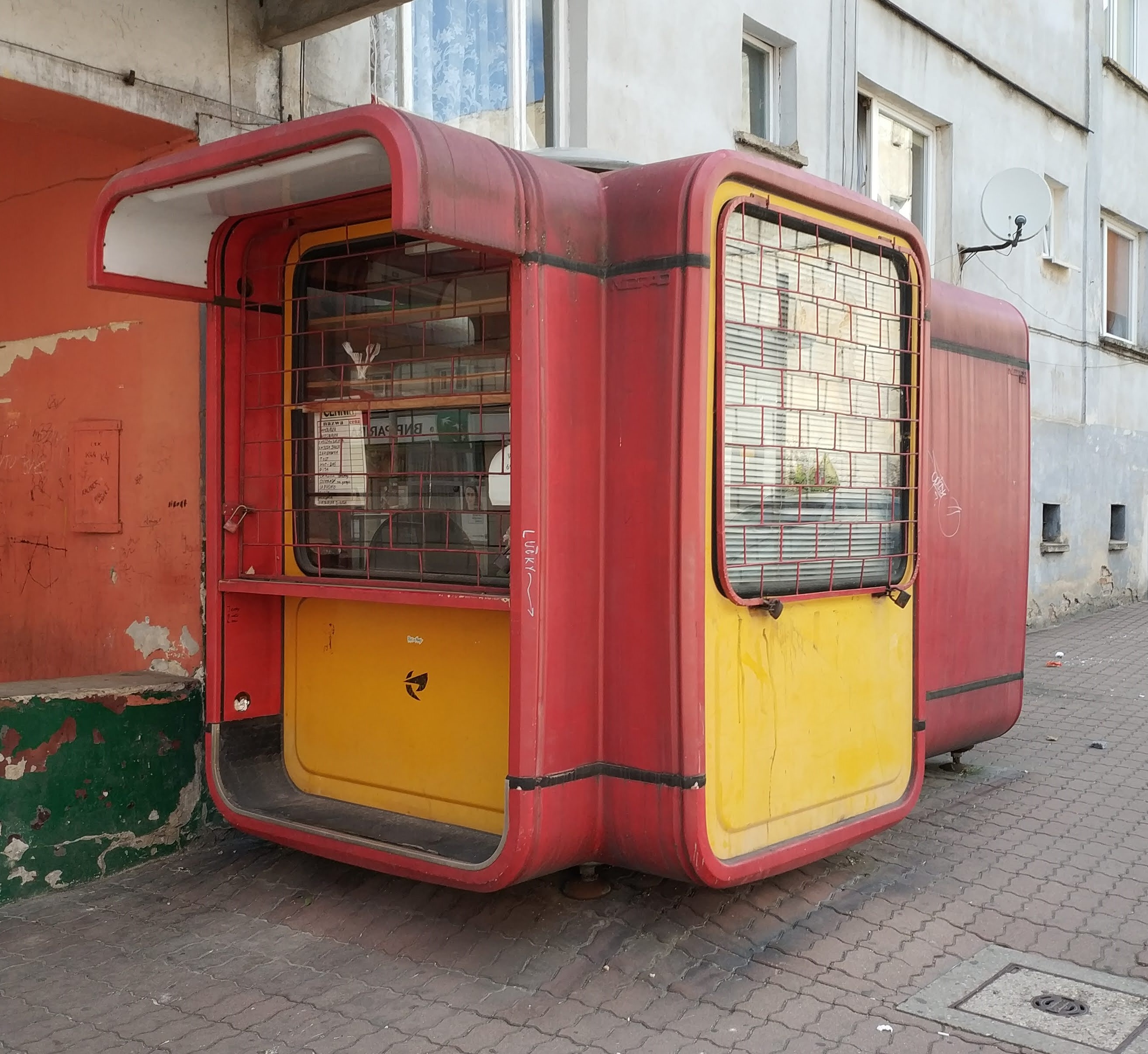
Przenośny modułowy kiosk handlowy typu K67 (projekt z 1966)
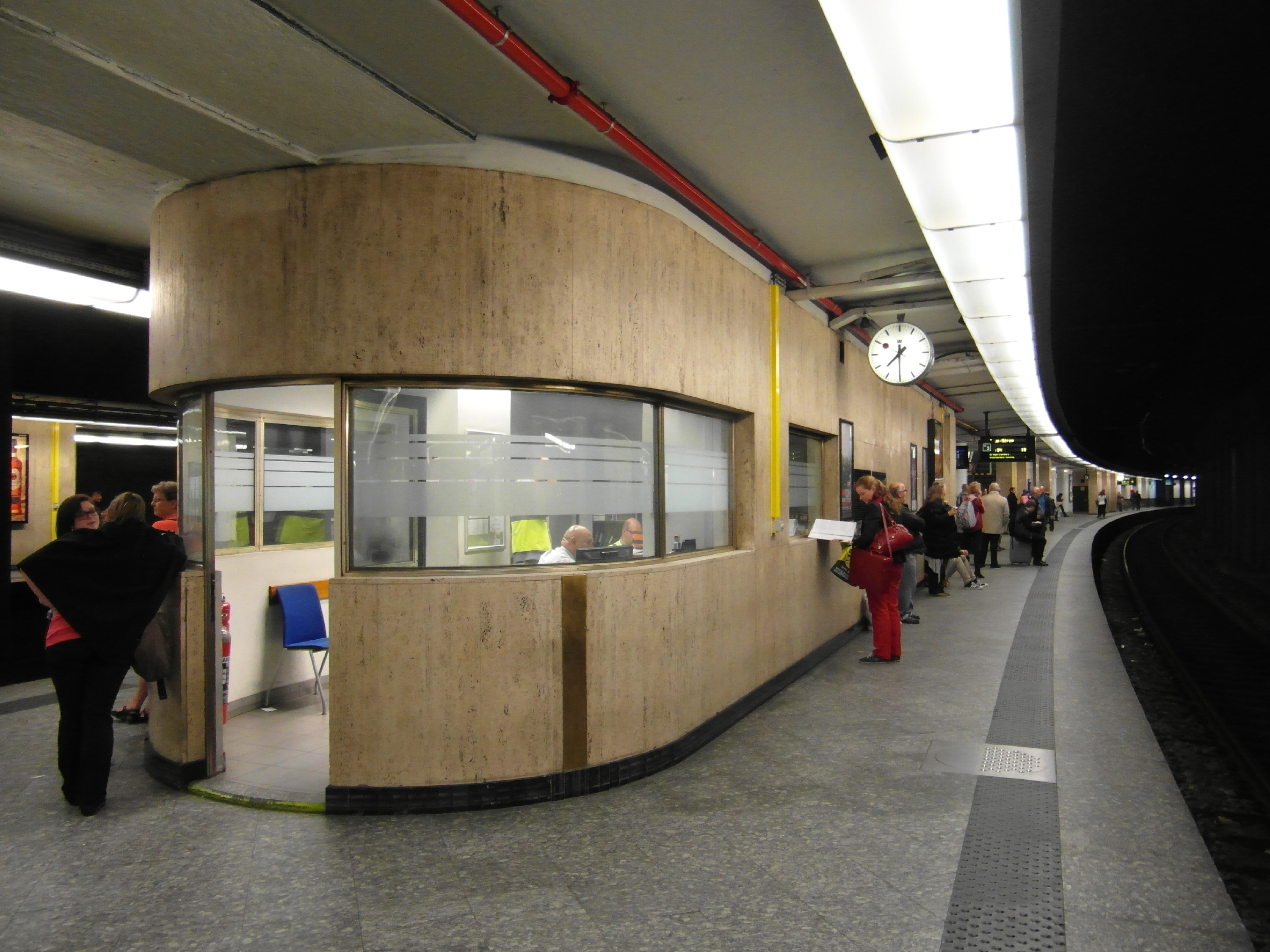
Kiosk dyżurnego peronowego na modernistycznym dworcu centralnym w Brukseli (1952). Kiosk jest wyposażony w okna ze szkłem giętym i ozdobiony trawertynem